# Eduardo Mignogna
Eduardo Mignogna (Buenos Aires, 17 de agosto de 1940 – Buenos Aires, 6 de outubro de 2006) foi um diretor e roteirista (de cinema), dramaturgo e escritor argentino.
Diretor de filmes prêmiados como: "Sol de otoño" (1996), "El Faro" (1998) e "La Fuga" (2001), Eduardo também foi diretor de documentários para a televisão argentina e escritor, vencendo o prêmio Casa de las Américas com o livro "Cuatrocasas".

## Filmografia
- El viento, 2005;
- Cleopatra, 2003;
- Cartoneros de Villa Itatí, 2003;
- La fuga, 2001 (prêmio Goya);
- Adela, 2000;
- El Faro, 1998 (prêmio Goya);
- Sol de otoño, 1996 (prêmio Goya);
- El beso del olvido, (para a televisão) 1991;
- Flop, 1990;
- Evita - quien quiera oír que oiga, 1983.

## Obras literárias
- La señal (novela, 2002);
- La fuga (novela, 1999);
- Cuatrocasas (1976 prêmio Casa de las Américas);
- En la cola del cocodrilo (novela, 1971).